# Wollaston Islands
Wollaston Islands är öar i Kanada.   De ligger i territoriet Nunavut, i den nordöstra delen av landet, 3 200 km norr om huvudstaden Ottawa.